# Antechiniscus moscali
Antechiniscus moscali är en djurart som tillhör fylumet trögkrypare, och som beskrevs av Claxton 2002. Antechiniscus moscali ingår i släktet Antechiniscus och familjen Echiniscidae. Inga underarter finns listade i Catalogue of Life.